# Jean Clouet
Jean Clouet (Bruxelles, 1480 – Parigi, 1541) è stato un pittore fiammingo.
Originario dei Paesi Bassi borgognoni, fu per qualche tempo attivo alla corte di Francia come ritrattista e miniaturista.

## Biografia

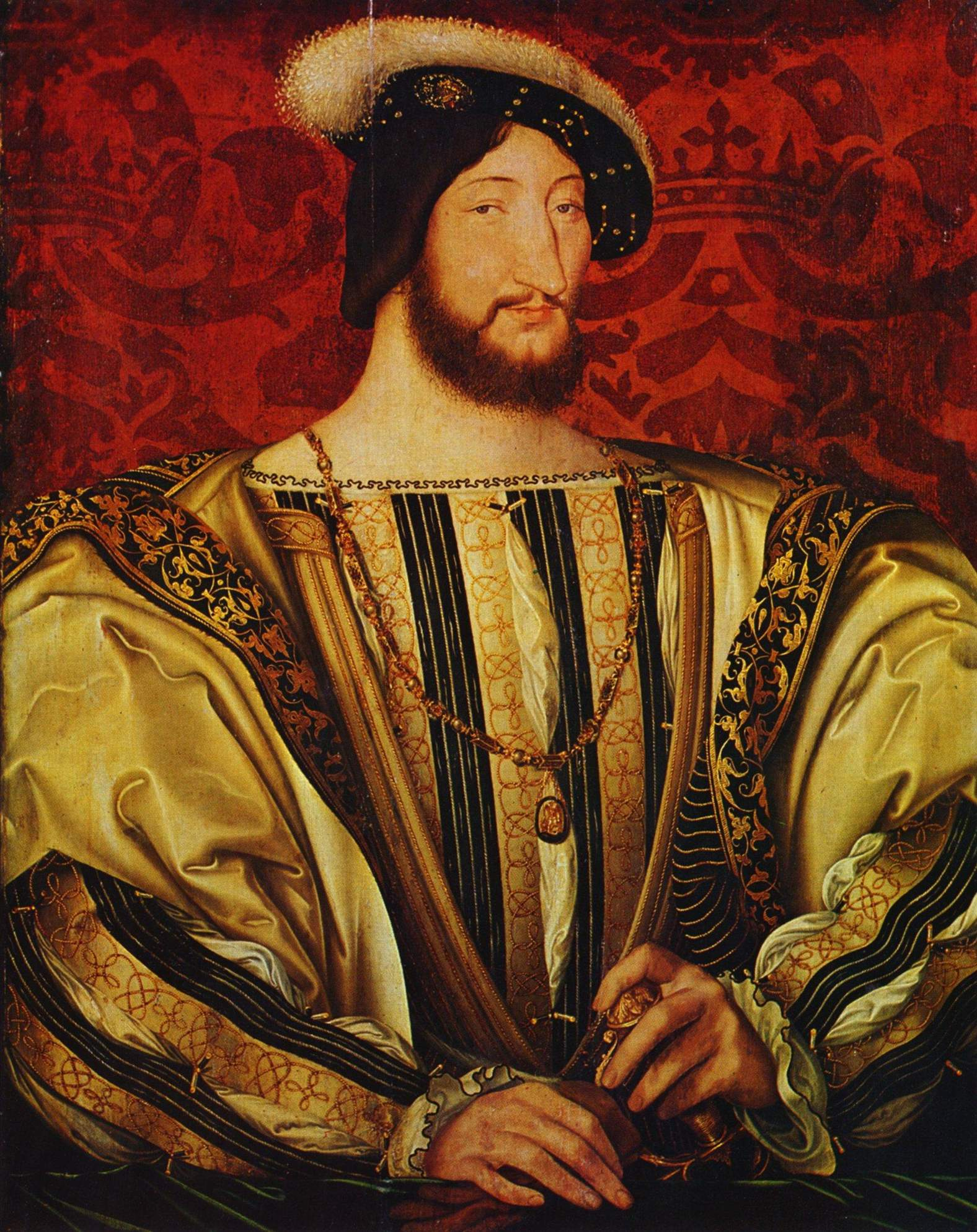
Jean Clouet: Ritratto di Francesco I (1494-1547), 1525 circa, Louvre

Probabilmente nato a Bruxelles, era il padre del pittore François Clouet (1515-1572). I primi accenni certi sulla sua vita li ritroviamo nel 1516, quando alla corte del re Francesco I di Francia ci fu un suo interessamento, riguardante un atto di donazione. Anche il suo nome non è certo, secondo alcuni era Clowet.

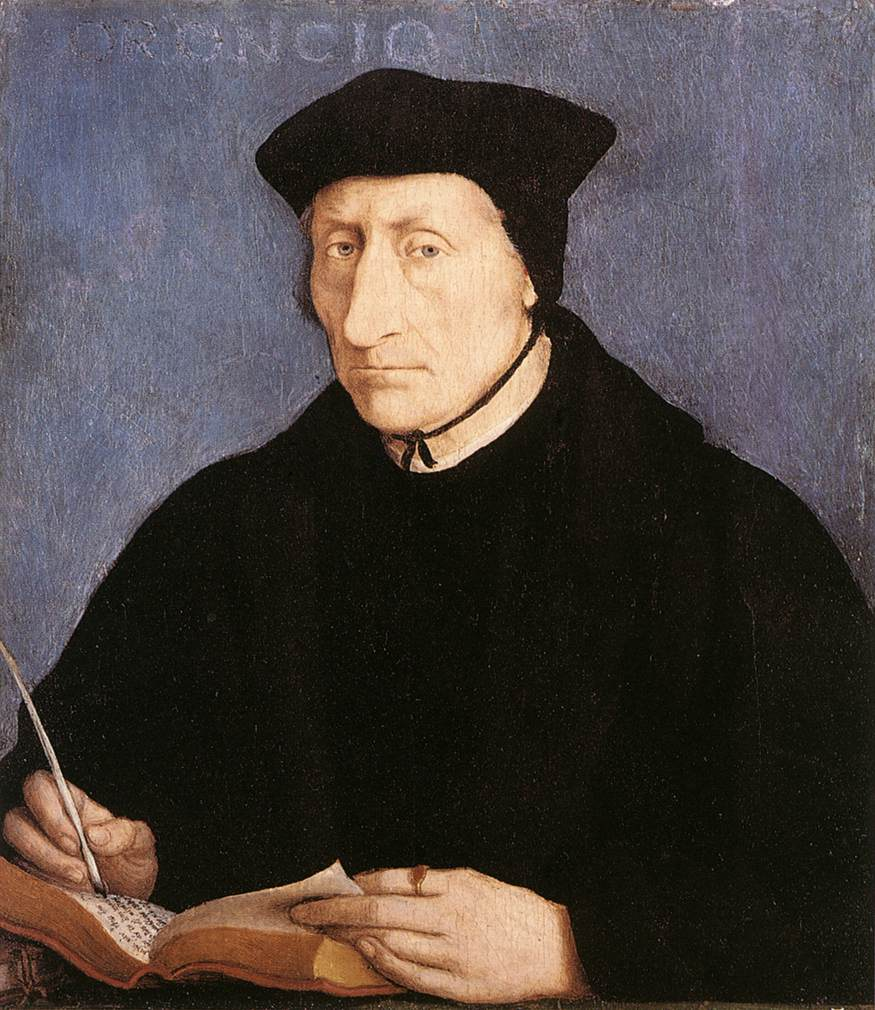
Guillaume Budé, ritratto, 1536, Metropolitan Museum of Art, New York

Visse a Tours (comune della Francia centro-occidentale) per numerosi anni, e vi conobbe la futura moglie, figlia di un gioielliere. Era famoso per i ritratti à crayon, rapidi schizzi realizzati in preparazione di ritratti ad olio, ma che potevano essere anche utilizzati per medaglie o per miniature. La prima opera che gli è attribuita è una serie di otto miniature, note col titolo I prodi di Marignano e datate 1519. Si conservano a Parigi, alla Biblioteca nazionale di Francia.
Divenne palafreniere della camera nel 1523 (titolo che toccò in seguito a suo figlio François) con uno stipendio di 180 Livre tournois (il nome delle monete usata nella Francia medievale, valuta francese fino all'introduzione del franco germinale) aumentato in seguito a 240.

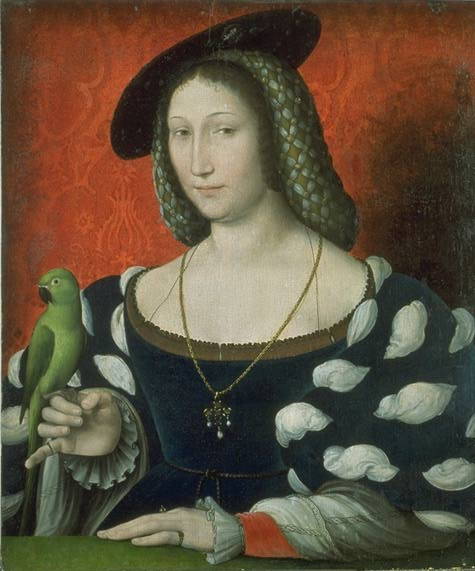
Jean Clouet: Margherita d'Angoulême (1492–1549), 1527

In seguito si spostò a Parigi a partire dal 1529, forse nelle vicinanze del cimitero dove in seguito venne seppellito. Aveva un fratello, Clouet de Navarra, che era al servizio di Margherita d'Angoulême sorella del re di Francia, secondo la testimonianza a noi riportata da una lettera, datata 1529, scritta da Marguerite stessa.
Jean ebbe due figli, François, pittore, e Catherine.